# Anton Emil Titl

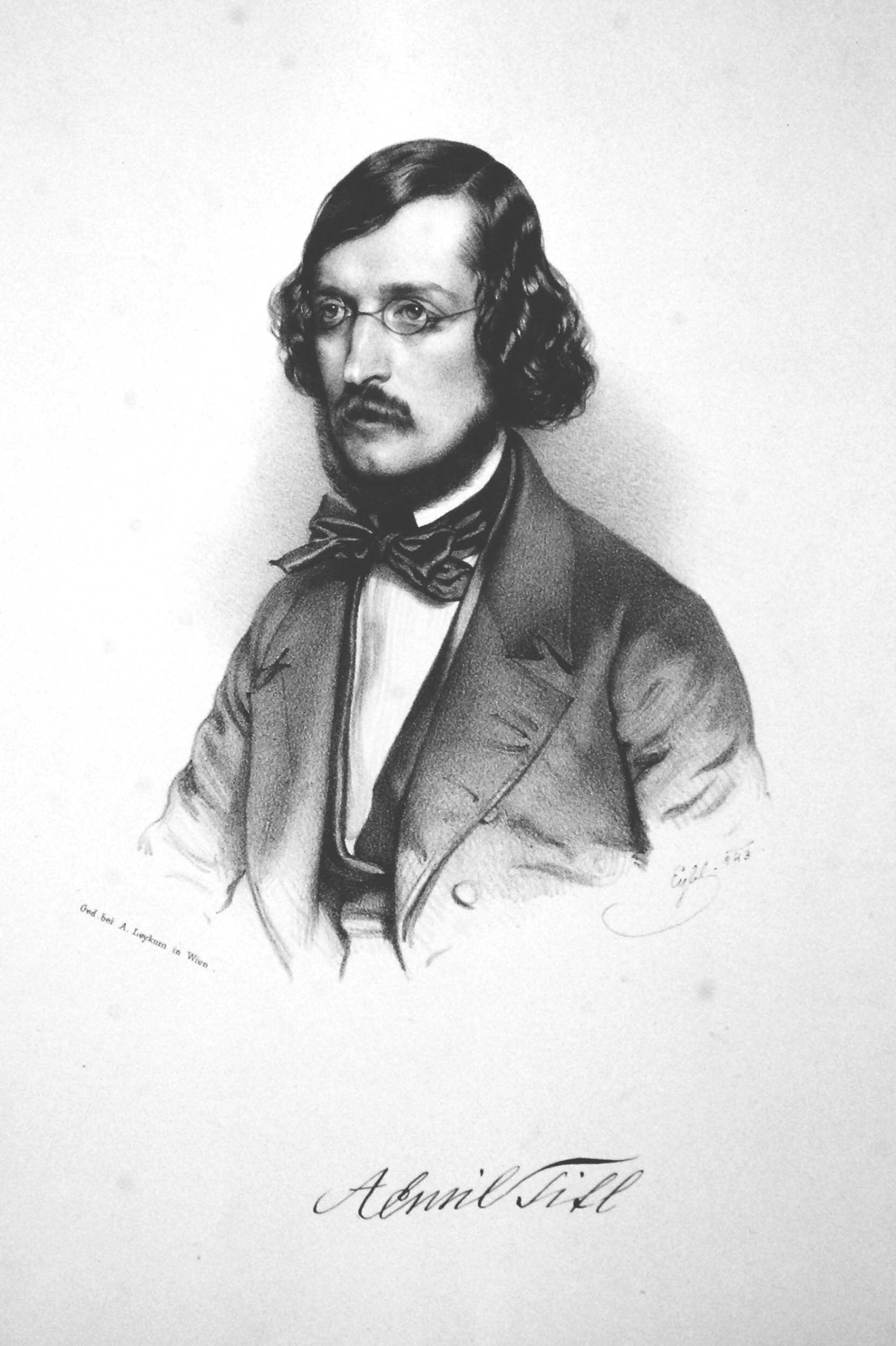
Anton Emil Titl. Lithographie von Franz Eybl, 1843

Anton Emil Titl (* 2. Oktober 1809 in Pernstein; † 21. Jänner 1882 in Wien) war ein österreichischer Komponist.
Titl war seit 1835 in Prag Militärkapellmeister. 1840 wurde er als Nachfolger von Heinrich Proch ans Theater in der Josefstadt engagiert, wo er bis 1846 blieb. Von 1850 bis zu seiner Pensionierung 1870 wirkte er am Burgtheater als Kapellmeister.
Als Komponist schuf Titl zahlreiche Lieder sowie Bühnenmusiken für beide oben genannten Theater. Sein größter Erfolg war das Singspiel Der Zauberschleier von Franz Xaver Told, das das seinerzeit äußerst populäre Lied A Wirtsg'schäft zu haben, is wahrlich nicht schlecht enthielt.
1898 benannte man die Titlgasse in Wien-Hietzing nach ihm.